# DB E.C.O. Group
DB E.C.O. Group ist eine deutsche Unternehmensgruppe für Engineering, Consulting und Operations, die 2019 aus der Integration mehrerer Tochtergesellschaften und Beteiligungen der Deutschen Bahn (DB) hervorging.

## Geschichte
Die DB E.C.O. Group ist aus der 1966 gegründeten Deutschen Eisenbahn-Consulting hervorgegangen. Die DB E.C.O. Group wurde 2019 in Deutschland gegründet. E.C.O. steht für die drei Geschäftsbereiche Engineering, Consulting und Operations – die Kompetenzen, die die Deutsche Bahn in der Gruppe vereint. Im Jahr 2002 wurde DE Consult eine hundertprozentige Tochter der DB. Im Jahr 2003 wurde sie in eine Tochtergesellschaft der neu gegründeten DB ProjektBau umgewandelt.
In den Jahren 2007–2008 wurde DE Consult zu DB International und agierte als eigenständiges Unternehmen innerhalb des DB-Konzerns. DB International konzentrierte sich auf das Kundengeschäft in nationalen und internationalen Märkten, während DB ProjektBau sich auf inländische Projekte konzentrierte.
Im Jahr 2016 fusionierten DB ProjektBau und DB International zu DB Engineering & Consulting. In den Jahren 2017–2018 erwarb das Unternehmen die infraView.

## Unternehmensstruktur
Die DB E.C.O. Group ist in drei Hauptgeschäftsbereichen tätig: Engineering, Consulting und Operations. Engineering ist verantwortlich für die Planung und den Bau von Schieneninfrastrukturen mit den Kernprodukten mobile und digitale Datenerfassung und BIM-Methodik in den Bereichen Planung, Bauüberwachung, Projektmanagement, Prüfung und Begutachtung sowie Umwelt- und Geoservices; Consulting für die Beratung für Mobilitäts- und Logistikdienstleistungen und Digitalisierung mit den Produktschwerpunkten Bahn- und Intermodallogistik, Strategie und Organisation, Training und Expertise, emissionsfreie Mobilität und IT-Dienstleistungen; Operations für Betrieb und Instandhaltung von Eisenbahnsystemen außerhalb Europas mit Kernprodukten mit Schwerpunkt auf Personen- und Güterverkehr, strategischer Zugdienstplanung, Zustandsüberwachung und -diagnose, Rollmaterial und Systemintegration.
Die DB E.C.O. Group mit Hauptsitz im EUREF-Campus in Berlin besteht aus DB Engineering & Consulting, DB International Operations, infraView, ESE Engineering und Software-Entwicklung, inno2grid und DB E.C.O. North America (ein selbständiges Unternehmen des DB-Konzerns, das als ein Tochterunternehmen der DB US Holding Corporation von einem von dieser Muttergesellschaft eingesetzten Board geführt wird) sowie aus lokalen Unternehmen, Tochtergesellschaften und Beteiligungen weltweit. Im März 2024 waren nach Eigenangaben in den Unternehmen der DB E.C.O. Group 7800 Mitarbeiter in 96 Staaten beschäftigt.
Niko Warbanoff ist als Vorsitzender der Geschäftsleitung tätig.

## Aufträge
Im April 2022 wurde DB International Operations in einem Joint Venture mit der Planung, dem Betrieb und der Instandhaltung eines 450 Kilometer langen Streckennetzes in Kanada beauftragt. Mit dem Projekt soll das Metrolinx-Netz modernisiert und ausgebaut werden. Mit einem Betriebs- und Instandhaltungsvolumen im zweistelligen Milliardenbereich handelt es sich um eines der größten Projekte der Deutschen Bahn.
Im Juli 2022 erhielt DB International Operations von der National Capital Region Transport Corporation (NCRTC) einen 12-Jahres-Vertrag für den Bahnbetrieb und die Instandhaltung eines regionalen Schnellbahnsystems in Indien. Das Projekt umfasst eine Strecke von 82 Kilometern und verbindet städtische Knotenpunkte in der gesamten National Capital Region mit Delhi.
Im Jahr 2022 wurde das Konsortium DBCC Transport unter der Leitung von DB International Operations mit dem Betrieb einer 265 Kilometer langen Strecke in Uruguay beauftragt, die Teil eines großen staatlichen Investitionsprogramms rund um das Zellstoffwerk des finnischen Forstindustrieunternehmens UPM ist. Der Vertrag, der über einen Zeitraum von 25 Jahren abgeschlossen wurde, umfasst den Betrieb und die Instandhaltung von Güterwagen und Lokomotiven. Jedes Jahr kann die Güterbahnlinie über zwei Millionen Tonnen Zellstoff von einer Zellstofffabrik von UPM in Zentraluruguay zum Hafen von Montevideo transportieren.
Die ägyptische Regierung vergab 2022 den Auftrag für den Betrieb des größten Eisenbahnprojekts des Landes an DB International Operations und das ägyptische Unternehmen Elsewedy Electric (EE). Der Vertrag hat eine Laufzeit von zunächst 15 Jahren und ein Volumen von über einer Milliarde Euro. Das Netz umfasst 2.000 Streckenkilometer und soll damit das sechstgrößte Hochgeschwindigkeitsnetz der Welt werden. Ein Konsortium unter Führung von Siemens Mobility soll die Infrastruktur bauen und die Personenzüge und Güterlokomotiven liefern.
Im Jahr 2023 erhielt ein Joint Venture der DB Engineering & Consulting mit Systra einen Auftrag für die Planung und den Bau der Linie 1 der Metro Belgrad die den südwestlichen und südöstlichen Teil Belgrads von der Station Železnik bis zur Station Mirijevo verbindet. Die Strecke ist 21,2 km lang und umfasst 21 Bahnhöfe.